# Симпсон, Донна
Донна Симпсон (англ. Donna Simpson; род. 1967, Нью-Джерси, США) — женщина, которая выразила желание стать одной из самых тяжёлых женщин мира. В частности, она хотела бы достичь веса 1000 фунтов (450 кг). По состоянию на июнь 2010 года, Донна Симпсон весит 602 фунтов (273 кг). Донна создала свой собственный сайт, где её поклонники мужчины платят, чтобы посмотреть, как она ест фастфуд. Она также является самой толстой женщиной-матерью в мире. Донна родила ребёнка, когда её вес был равен 241 кг. В сентябре 2010 года Донна Симпсон попала в Книгу рекордов Гиннесса как «Самая толстая женщина-мать». У Донны Симпсон двое детей. Возраст её сына — 14 лет, а возраст её дочери — 3 года.
В марте-июне 2010 года Донна Симпсон весила 602 фунтов (273 кг). Её ИМТ составлял 103,9. 27 декабря 2010 года вес Донны Симпсон достиг 292 кг при росте 157,5 см. Исходя из этих данных по состоянию на 27 декабря 2010 года индекс массы тела Донны Симпсон составляет 117,7. Донна Симпсон ежедневно потребляет 12000 килокалорий.
В июне 2011 года Донна весила 317 кг, в её планах было довести свой вес до 457 кг, но она решила сесть на диету, чтобы сбросить лишние 200 кг. На это решение её натолкнуло расставание с женихом, отношения с которым продолжались пять лет.